# Матія Любек
Матія Любек (хорв. Matija Ljubek; нар. 22 листопада 1953, Беліще, Югославія — пом. 11 жовтня 2000, Валпово, Хорватія) — хорватський веслувальник-каноїст, чемпіон Олімпійський ігор 1976 та 1984 в одиночному спринті на 1000 м та каное-двійці на 500 м відповідно.

## Біографія
Народився Любек 22 листопада 1953 року в Беліще, Югославія, тепер Хорватія. Брав участь у чотирьох Олімпіадах, де завоював чотири медалі — два золота 1976 та 1984 (К-1 1000 м та К-2 500 м), одне срібло 1984 (К-2 1000 м) та одну бронзу 1976 (К-1 500 м). Він також завоював 10 медалей на чемпіонатах світу, чотири з яких золоті.
1976 року отримав нагороду кращого спортсмені Югославії.
Після завершення спортивної кар'єри став віце-президентом Олімпійського комітету Хорватії та працював представником Хорватії на Олімпійських іграх.
Помер Любек 2000 року коли був застрелений шурином, захищаючи свою матір. Це сталося через шість днів після повернення з Сіднею. Похований у Загребі, на кладовищі Мірогой.